# Tubercule infraglénoïdal
Le tubercule infraglénoïdal (ou tubérosité sous-glénoïdienne) est une surface triangulaire située sur la partie latérale de l'omoplate en dessous de la cavité glénoïde.
Il est le point d'origine du long chef du muscle triceps brachial,.